# 輸入割当制
輸入割当制（ゆにゅうわりあてせい、import quota）とは、外国で製造された品物について国内販売量を制限すること。IQ制ともよばれる。
一定期間内における、ある輸入製品の販売量を物理的に制限する行為であり、保護主義的貿易障壁の一つである
。
経済的には、輸入割当は他の貿易規制と同様、全ての消費者を犠牲にして国内生産者に便益を図る手法である。

## 目標
輸入割当制の第一の目標は、輸入を減らすことで国内生産者の物品・サービス・活動等の生産を増加させ、これにより外国との競争を制限し国内生産者を保護することである。商品の輸入量を規制することで、輸入商品の価格は上昇し、これにより消費者はより国内製品を買うよう動機付けられる。通常は輸入割当は、国内政府によって法的な制限として実施される。

## 影響
国内雇用: 輸入量が減少し国内生産量が増えるため、国内の雇用が増加する。
低賃金の外国労働力: 高賃金の国内製造業と比較すれば低賃金労働で作られた外国製品について、輸入を制限する。
未成熟産業: 外国製品と比較して未成熟な国内産業について、その経済から利益を受けるほど成熟・大規模化していないとき、それが成長するまで輸入制限を行うことで未成熟産業を保護する。
不公正取引: 製造原価を下回る価格でダンピングするなど、外国生産者が国内生産者よりも安価で不公正な取引をしていると思われる場合、輸入割当制にてそのような外国生産者の活動を防ぐ。
国家安全保障: 国民経済の安全保障についてクリティカルな品物について、輸入を規制し国内生産を奨励する。
汚職: 通関職員に便益を図る輸入業者に関係して、政府の汚職を引き起こす可能性がある。
密輸: 輸入割当制では密輸を引き起こす可能性が高くなる。輸入品の割当量が需要量よりごく少ない場合、国民は密輸に走ろうとする可能性が高い。よって政府は合理的なレベルでの輸入割当を行う必要がある。

## 日本での対象商品
規制品目の一部を挙げる。

### 一号品目（輸入量規制）
- 農水産物
  - 生きている近海魚(ニシン、たら、ぶり、さば、いわし、あじ、さんま)
  - 生鮮の又は貯蔵した近海魚、たらこ
  - 冷凍した近海魚、たらこ
  - フィレ等の近海魚
  - 塩蔵等の近海魚、たらこ、煮干し
  - 帆立貝、貝柱、いか(モンゴウイカを除く)
  - 食用海草
  - 海草の調整食料品
- モントリオール議定書のオゾン層破壊物質

### 二号品目（特定地域規制）
- 農水産物
  - 特定地域のマグロなど
  - 中華人民共和国・北朝鮮・台湾のサケ・マスなど
- イラクの文化財
- コートジボワール地域のダイヤモンド
- 北朝鮮の全貨物
- イランの原子力関連物品
- エリトリアへの特定物品
- リビアへの特定物品
- ソマリアの木炭

### 二の二号品目（全地域規制）
- あへん、大麻、コカ葉、合成麻薬など
- ウラン、原子力関連物質など
- 石綿、特定の化学物質
- 火薬、爆薬など
- 軍事関連兵器、刀、剣、槍など
- バーゼル条約物質
- ワシントン条約の動植物など